# Зерно (мультфільм)
«Зерно» — український анімаційний фільм 2000 року студії Укранімафільм, автор сценарію і режисер — Олександр Гуньковський.

## Сюжет
Притча про зерно і людину, що віддала життя за життя дерева.

## Над фільмом працювали
- Автор сценарію, режисер, художник-постановник: Олександр Гуньковський;
- Композитор: Ігор Поклад;
- Кінооператор: Ірина Сергєєва;
- Звукооператор: Вадим Пашкевич (у титрах Дмитро Пашкевич);
- Художники-аніматори: Надія Данилова, Юлія Іванова, Людмила Вознюк, Євген Альохін, Олександр Гуньковський;
- Художник: Ігор Котков;
- Асистенти: Людмила Скройбіж, Ада Лапчинська, Ольга Раєнок;
- Фільм озвучив: Юрій Коваленко;
- Монтаж: Лідія Мокроусова;
- Редактор: Світлана Куценко;
- Директор знімальної групи: В'ячеслав Кілінський (у титрах Вячеслав Кілінський).